# Serguéi Kosorótov (balonmanista)
Serguéi Mark Kosorótov, más conocido como Serguéi Kosorótov, (Moscú, 16 de junio de 1999) es un jugador de balonmano ruso que juega de lateral izquierdo en el MKB Veszprém. Es internacional con la selección de balonmano de Rusia.
Su primer gran campeonato con la selección fue el Campeonato Mundial de Balonmano Masculino de 2019.

## Palmarés

### Chejovskie Medvedi
- Liga de Rusia de balonmano (4): 2018, 2019, 2020, 2021

### Wisla Plock
- Copa de Polonia de balonmano (2): 2022, 2023

### Veszprém
- Liga húngara de balonmano (1): 2024
- Copa de Hungría de balonmano (1): 2024
- Campeonato Mundial de Clubes de Balonmano (1): 2024

## Clubes
| Club               | País    | Año         |
| ------------------ | ------- | ----------- |
| Chejovskie Medvedi | Rusia   | 2017 - 2021 |
| Orlen Wisła Płock  | Polonia | 2021 - 2023 |
| MKB Veszprém       | Hungría | 2023 - Act. |

## Estadísticas

### Selección nacional
| Torneo              | Partidos | Ataque | Ataque | Ataque      | Ataque | Posición |
| Torneo              | Partidos | Goles  | Tiros  | Efectividad | Media  | Posición |
| ------------------- | -------- | ------ | ------ | ----------- | ------ | -------- |
| Mundial 2019        | 7        | 18     | 33     | 55%         | 2,57   | 14.ª     |
| Europeo 2020        | 3        | 7      | 13     | 53,8%       | 2,33   | 22ª      |
| Mundial 2021        | 6        | 24     | 40     | 60%         | 4      | 14.ª     |
| Europeo 2022        | 7        | 33     | 49     | 67%         | 4,71   | 9ª       |
| Total en su carrera | 23       | 82     | 135    | 60,7%       | 3,56   | -        |

Actualizado a 1 de febrero de 2022.